# Leptophion juxtus
Leptophion juxtus là một loài tò vò trong họ Ichneumonidae.